# Ведмежа Шкура (французька казка)
Ведмежа Шкура (французька Peau d'Ours) — французька літературна казка Марі-Мадлен де Любер. Вона була включена до опублікованого в 1753 році останнього роману Анрієтти-Жюлі де Мюрат, «Les Lutins du château de Kernosy» («Ельфи замку Керноси», 1710), тому його часто приписують мадам Анрієтт-Жюлі де Мюрат.

## Сюжет
Король і королева втратили всіх своїх дітей, окрім доньки, яку вони не поспішали видавати заміж. Король огрів, Огр, почув про неї і вирішив одружитися з нею; коли він погрожував королівству своїми ограми, король вирішив, що у нього немає вибору. Коли їй повідомили про загрозу огра, принцеса погодилася і вирушила в дорогу разом із супутницею Коріандою, з якою вона була близька. Коріанда намагалася попросити хрещену-фею допомогти принцесі, але та відмовилася, бо король не порадився з нею. Огр зустрів їх у своїй природній формі огра. Принцеса знепритомніла. Огр відніс їх обох до свого замку. Страждання принцеси роздратувало його, і він вирішив відволіктися полюванням на ведмедів. Коріанда запропонувала принцесі сховатися у ведмежій шкурі і зашила її, але цей вчинок перетворив її на ведмедицю. Вони вирішили, що це справа рук її хрещеної-феї. У такому вигляді Коріанда випустила її, щоб втекти, і сказала огру, що він з'їв її у своїй люті. Огр вирушив на пошуки, але її хрещена-фея привела її до човна, на якому вона втекла в інше королівство.
Король того королівства знайшов її (в образі ведмедиці) на полюванні, і її лагідна поведінка переконала його взяти її в полон, а не вбивати. Вона закохалася в нього, але її потворність довела її до відчаю. Її хрещена-фея в образі риби наказала їй зачекати, а опівночі перетворила її на принцесу, яка повернулася до неї спиною. Потім вона попередила її, що вона повинна вдягати ведмежу шкуру щоранку, хоча може знімати її на ніч, і принцеса послухалася. Тим часом король дійшов висновку, що закохався у ведмедицю, і це його шокувало. Одного разу він був у її присутності, коли вона знову перетворилася на принцесу. Її хрещена-фея сказала йому, щоб він пішов і влаштував весілля. Він так і зробив. Ведмедиця прийшла, і перед його судом перетворилася на принцесу. Вони одружилися, і через два роки у них народилося двоє синів.
Почувши про їхнє весілля, огр вирушив у дорогу у своїх семимильних чоботях. У королівстві він перевдягнувся і запропонував нянькам і гувернанткам юних принців золоті дистаффи та срібні веретена, якщо вони дозволять йому провести ніч у дитячій кімнаті. Коли вони погодилися, він перерізав немовлятам горлянки, підкинув ніж королеві і пішов, переодягнувшись астрологом. У такому вигляді він запевнив короля, що вбивця живе в замку. Закривавлений ніж знайшли, а королеву засудили до страти. Королева нарікала на свою долю, але була рада померти, втративши кохання чоловіка. Король був зворушений цим і не міг змусити себе віддати її на смерть, але не міг говорити достатньо голосно, щоб зупинити слуг. Її хрещена-фея з'явилася біля багаття з двома принцами і Коріандою, щоб викрити огра як вбивцю і повернути принців їхнім батькам.

## Коментар
За словами французької дослідниці Бландін Ґонсоллін, казка має подібну структуру інших літературних творів того періоду, як-от «Спляча красуня» Перро: одруження принцеси з королем не закінчує казку. Замість цього вона продовжується другою частиною, де лиходій (огр) погрожує щасливій парі. Вона також зауважила, що назва нагадує «Ослячу Шкуру» Перро та жахливих коханців із казок мадам д'Онуа. У тому ж дусі професор Пітер Даміан-Ґрінт стверджує, що «Peau d'Ours» є «розумною варіацією» мадам де Любер теми «Красуні та чудовиська» (La Belle et la Bête).
Героїня цієї історії використовує казковий мотив зміни форми для втечі. Це також можна знайти у «Ведмедиці» Джамбаттіста Базіле, на наративі якого «грає» ця французька казка.
Історія героїні про те, як її герой знайшов у лісі, коли вона жила як дика істота, є спільною для багатьох інших казок, таких як «Ведмідь», «Різношерстка», «Принцеса, що носила сукню з кролячої шкурки» та «Дитя Марії».
Обмовлена мати також з'являється в багатьох казках, таких як «Дитя Марії», «Дванадцять диких качок», «Лессі та її хрещена мати» та «Шість лебедів». У «Дівчині-безручці» мотив наклепника такий самий, як і в цьому: лиходій (чоловік) був розлючений втратою героїні.